# Референдумы в Швейцарии (1973)
Референдумы в Швейцарии проходили 4 марта, 20 мая и 2 декабря 1973 года. Мартовские референдумы были конституционными поправками по образованию и стимулированию научных исследований. Поправка по образованию была отклонена большинством кантонов, хотя получила поддержку большинства избирателей, а поправка относительно стимулирования исследований была одобрена. Майский референдум по удалению из Конституции Статей 25 и 52, касающихся иезуитов и монастырей был одобрен. В декабре проходили 5 референдумов. Они касались контроля за ценами, кредитной системы, мер по стабилизации строительного рынка, отмены списания подоходного налога и конституционная поправка относительно защиты животных. Все они были одобрены.

## Результаты

### Март: Конституционная поправка по образованию
| Выбор                                | Общее голосование | Общее голосование | Кантоны | Кантоны | Кантоны |
| Выбор                                | Голосов           | %                 | Полных  | Полу-   | Всего   |
| ------------------------------------ | ----------------- | ----------------- | ------- | ------- | ------- |
| За                                   | 507 414           | 52,8              | 9       | 3       | 10.5    |
| Против                               | 454 428           | 47,2              | 10      | 3       | 11.5    |
| Пустых бюллетеней                    | 35 349            | –                 | –       | –       | –       |
| Недействительных бюллетеней          | 2 111             | –                 | –       | –       | –       |
| Всего                                | 999 302           | 100               | 19      | 6       | 22      |
| Зарегистрированных избирателей/ Явка | 3 633 517         | 27,5              | –       | –       | –       |
| Источник: Nohlen & Stöver            |                   |                   |         |         |         |

### Март: Конституционная поправка по стимулированию научных исследований
| Выбор                                | Общее голосование | Общее голосование | Кантоны | Кантоны | Кантоны |
| Выбор                                | Голосов           | %                 | Полных  | Полу-   | Всего   |
| ------------------------------------ | ----------------- | ----------------- | ------- | ------- | ------- |
| За                                   | 617 628           | 64,5              | 17      | 4       | 19      |
| Против                               | 339 857           | 35,5              | 2       | 2       | 3       |
| Пустых бюллетеней                    | 39 922            | –                 | –       | –       | –       |
| Недействительных бюллетеней          | 2 090             | –                 | –       | –       | –       |
| Всего                                | 999 497           | 100               | 19      | 6       | 22      |
| Зарегистрированных избирателей/ Явка | 3 633 517         | 27,5              | –       | –       | –       |
| Источник: Nohlen & Stöver            |                   |                   |         |         |         |

### Май: Конституционная поправка по иезуитам и монастырям
| Выбор                                | Общее голосование | Общее голосование | Кантоны | Кантоны | Кантоны |
| Выбор                                | Голосов           | %                 | Полных  | Полу-   | Всего   |
| ------------------------------------ | ----------------- | ----------------- | ------- | ------- | ------- |
| За                                   | 791 076           | 54,9              | 14      | 5       | 16,5    |
| Против                               | 648 924           | 45,1              | 5       | 1       | 5,5     |
| Пустых бюллетеней                    | 25 051            | –                 | –       | –       | –       |
| Недействительных бюллетеней          | 2 443             | –                 | –       | –       | –       |
| Всего                                | 1 467 494         | 100               | 19      | 6       | 22      |
| Зарегистрированных избирателей/ Явка | 3 642 756         | 40,3              | –       | –       | –       |
| Источник: Nohlen & Stöver            |                   |                   |         |         |         |

### Декабрь: Контроль за ценами
| Выбор                                | Общее голосование | Общее голосование | Кантоны | Кантоны | Кантоны |
| Выбор                                | Голосов           | %                 | Полных  | Полу-   | Всего   |
| ------------------------------------ | ----------------- | ----------------- | ------- | ------- | ------- |
| За                                   | 751 173           | 59,8              | 17      | 6       | 20      |
| Против                               | 505 843           | 40,2              | 2       | 0       | 2       |
| Пустых бюллетеней                    | 25 082            | –                 | –       | –       | –       |
| Недействительных бюллетеней          | 1 701             | –                 | –       | –       | –       |
| Всего                                | 1 283 799         | 100               | 19      | 6       | 22      |
| Зарегистрированных избирателей/ Явка | 3 665 107         | 35,0              | –       | –       | –       |
| Источник: Nohlen & Stöver            |                   |                   |         |         |         |

### Декабрь: Кредитная система
| Выбор                                | Голосов   | %    |
| ------------------------------------ | --------- | ---- |
| За                                   | 810 307   | 65,1 |
| Против                               | 434 045   | 34,9 |
| Пустых бюллетеней                    | 36 398    | –    |
| Недействительных бюллетеней          | 1 811     | –    |
| Всего                                | 1 282 565 | 100  |
| Зарегистрированных избирателей/ Явка | 3 655 107 | 35,0 |
| Источник: Nohlen & Stöver            |           |      |

### Декабрь: Строительный рынок
| Выбор                                | Общее голосование | Общее голосование | Кантоны | Кантоны | Кантоны |
| Выбор                                | Голосов           | %                 | Полных  | Полу-   | Всего   |
| ------------------------------------ | ----------------- | ----------------- | ------- | ------- | ------- |
| За                                   | 881 662           | 70,4              | 17      | 6       | 20      |
| Против                               | 370 843           | 29,6              | 2       | 0       | 2       |
| Пустых бюллетеней                    | 28 991            | –                 | –       | –       | –       |
| Недействительных бюллетеней          | 1 745             | –                 | –       | –       | –       |
| Всего                                | 1 283 243         | 100               | 19      | 6       | 22      |
| Зарегистрированных избирателей/ Явка | 3 665 107         | 35,0              | –       | –       | –       |
| Источник: Nohlen & Stöver            |                   |                   |         |         |         |

### Декабрь: Списание подоходного налога
| Выбор                                | Общее голосование | Общее голосование | Кантоны | Кантоны | Кантоны |
| Выбор                                | Голосов           | %                 | Полных  | Полу-   | Всего   |
| ------------------------------------ | ----------------- | ----------------- | ------- | ------- | ------- |
| За                                   | 834 792           | 68,0              | 17      | 5       | 19,5    |
| Против                               | 391 956           | 32,0              | 2       | 1       | 2,5     |
| Пустых бюллетеней                    | 52 321            | –                 | –       | –       | –       |
| Недействительных бюллетеней          | 1 918             | –                 | –       | –       | –       |
| Всего                                | 1 280 985         | 100               | 19      | 6       | 22      |
| Зарегистрированных избирателей/ Явка | 3 665 107         | 35,0              | –       | –       | –       |
| Источник: Nohlen & Stöver            |                   |                   |         |         |         |

### Декабрь: Конституционная поправка по защите животных
| Выбор                                | Общее голосование | Общее голосование | Кантоны | Кантоны | Кантоны |
| Выбор                                | Голосов           | %                 | Полных  | Полу-   | Всего   |
| ------------------------------------ | ----------------- | ----------------- | ------- | ------- | ------- |
| За                                   | 1 041 504         | 84,0              | 19      | 6       | 22      |
| Против                               | 199 090           | 16,0              | 0       | 0       | 0       |
| Пустых бюллетеней                    | 39 855            | –                 | –       | –       | –       |
| Недействительных бюллетеней          | 1 959             | –                 | –       | –       | –       |
| Всего                                | 1 282 410         | 100               | 19      | 6       | 22      |
| Зарегистрированных избирателей/ Явка | 3 665 107         | 35,0              | –       | –       | –       |
| Источник: Nohlen & Stöver            |                   |                   |         |         |         |